# Герб Букн
Герб Букн (норв. Bokn) — опознавательно-правовой знак города и коммуны Букн, губернии Ругаланн в Норвегии, составленный и употребляемый в соответствии с геральдическими (гербоведческими) правилами, и являющийся официальным символом муниципального образования и символизирующий его достоинство и административное значение.
Герб Букн был утверждён 8 августа 1986 года.

## Описание
На норманском треугольном геральдическом щите помещены 6 серебряных монет на лазоревом поле, расположенных в виде пирамиды, которые символизируют богатство, получаемое от моря, так как муниципалитет находится на острове и во многом зависит от рыболовства и мореплавания.